# Ángelo Fukuy
Miguel Ángel Fukuy Benítez, (Cartavio,  8 de octubre de 1987) conocido artísticamente como Ángelo Fukuy, es un cantante peruano de cumbia.
Inició en la música con Hermanos Yaipén, orquesta con quién obtendría la fama. También formó parte de varios conjuntos musicales como Grupo 5, Hermanos con Clase, Gran Orquesta Internacional y Zona Libre. Tras su salida de esta última, se incursiona actualmente como solista.

## Biografía

### Primeros años e inicios en la música
Fukuy nació el 8 de octubre de 1987 en la zona de Cartavio, perteneciente del distrito de Santiago de Cao, departamento de La Libertad.
Criado en el seno de una familia humilde, vivió sus primeros años en un rancho de su zona Chiquitoy.
Se inició en la música cuando era pequeño, ya que su padre lo había inculcado en este medio. Participó en cumpleaños y fiestas familiares cantando y a la vez, tocando la guitarra. 
Estudió la primaria y secundaria en el Colegio César Vallejo Mendoza en su distrito, donde participó en un festival musical de su colegio ocupando el primer lugar, interpretando una de las canciones de Pedro Fernández. 
En su adolescencia, Fukuy participó en varios concursos de canto locales, obteniendo el máximo galardón. 
Tras acabar el colegio, realizó sus estudios universitarios en la Universidad César Vallejo y a la par, trabajó como cajero y cocinero en un restaurante de comida marina. 

### Carrera musical
Comenzó su carrera artística en 2005, formando parte de algunos conjuntos musicales de su zona por poco tiempo. 
Años después, en noviembre de 2007, con sólo 20 años, ingresó a la agrupación musical que lo llevaría a la fama: Hermanos Yaipén, desempeñándose como vocalista. Como parte de la orquesta, fue intérprete de covers de conocidos temas musicales como «Ojalá que te mueras» y «Lárgate», asi como propios: «Sufrirás», «Humillate», «Ave de cristal», «Llegó Navidad», entre otros de su repertorio musical. 
En 2010, se retiró de Hermanos Yaipén junto al también cantante Moisés Vega, para formar su propio grupo Hermanos con Clase, sin embargo, el proyecto no duró mucho tiempo. 
En 2011, se sumó al Grupo 5, además de interpretar el tema «Si no me arriesgo» del álbum El ritmo de mi corazón.
Tras estar un año y medio en la orquesta mencionada, Fukuy regresó por breve tiempo a Hermanos Yaipén.
En 2014, se sumó junto a Pedro Loli, Christian Domínguez y Jonatan Rojas en el grupo Gran Orquesta Internacional. Además en 2018, colaboró con la nueva versión del tema musical Elsa de Los Destellos para la miniserie de la productora Michelle Alexander, Mi esperanza de América Televisión.
Debido a los problemas internos que tuvo con Domínguez, en 2021 se retiró de Gran Orquesta Internacional para formar su propio grupo musical Zona Libre, junto a algunos ex-integrantes del grupo mencionado. Aparte, lanzó oficialmente su tema musical «Tu mal amor».
Tras permanecer un año en Zona Libre, en enero de 2022, se retiró definitivamente del grupo para emprender una carrera como solista. Además, en julio de ese mismo año, Fukuy estrenó su segundo sencillo «Levanta tu copa», bajo la composición de Carlos Rincón.

### Otras participaciones
En 2010, participó en el reality de baile Amigos y rivales del programa Habacilar.
En 2019, participó como refuerzo de la cantante y actriz Micheille Soifer junto a Jonathan Rojas en el programa televisivo El artista del año de América Televisión, conducido por Gisela Valcárcel.
Meses después, fue presentado como el participante del mismo espacio, en su edición El dúo perfecto, compartiendo equipo con el actor Braulio Chappell, luego con Amy Gutiérrez y posteriormente, con la también cantante Sandra Muente, donde finalmente fue eliminado del concurso ocupando el cuarto puesto.

## Vida privada
En 2018, Ángelo contrajo una relación sentimental con Wendy Dyer, su pareja en la actualidad, con quién le propuso matrimonio un año después, sin embargo se postergó debido a la pandemia de COVID-19. Ambos se casaron el 11 de noviembre de 2021.

## Discografía

### Álbumes en Hermanos Yaipén
- 2008: A llorar otra parte
- 2010: Necesito un amor

### Sencillos en Hermanos Yaipén
- Ojala que te mueras (2007)
- Humillate (2007)
- Lárgate (2010)[20]
- Ave de cristal (2009)
- Cómo le hago (2008)
- Esta cobardía (2008)
- Heredero por tradición (2011)
- Llegó Navidad (2009)
- Sufrirás (2008)
- Tirana (2010)
- No voy a llorar (2009)
- Te boté (2008)
- Me voy (2009)
- Fuera (2010)
- Si quieres volver (2009)

### Otros sencillos
- Estás pisao (como parte de Gran Orquesta Internacional) (2018)[21]
- Ruleta de amor (como parte de Gran Orquesta Internacional) (2014)
- Tu mal amor (como parte de Zona Libre) (2021)[22][23]
- Siempre lo llevo en mi corazón (como parte de Zona Libre) (2021)[24]
- Levanta tu copa (2022)[25]
- No lloro por ti (como parte del Grupo 5) (2011)
- Lárgate (nueva versión) (2020)[26]
- Elsa (como parte de Gran Orquesta Internacional) (2018)[27]

## Televisión
| Año  | Título             | Rol          | Difusión           | Notas                    | Ref.             |
| ---- | ------------------ | ------------ | ------------------ | ------------------------ | ---------------- |
| 2010 | Amigos y rivales   | Participante | América Televisión | Eliminado                | [ 28 ] [ 29 ]    |
| 2019 | El artista del año | Participante | América Televisión | 4to puesto               | [ 30 ]           |
| 2019 | El artista del año | Participante | América Televisión | Participante de refuerzo | [cita requerida] |